# Woodsia scopulina
Woodsia scopulina és una espècie de falguera de la família Dryopteridaceae.
Aquesta planta és nativa de l'oest i nord dels Estats Units i del Canadà. W. scopulina És una petita falguera, de 10-20 centímetres de grandària, que creix en fissures de roques mesiques assecades.